# Grote Hond

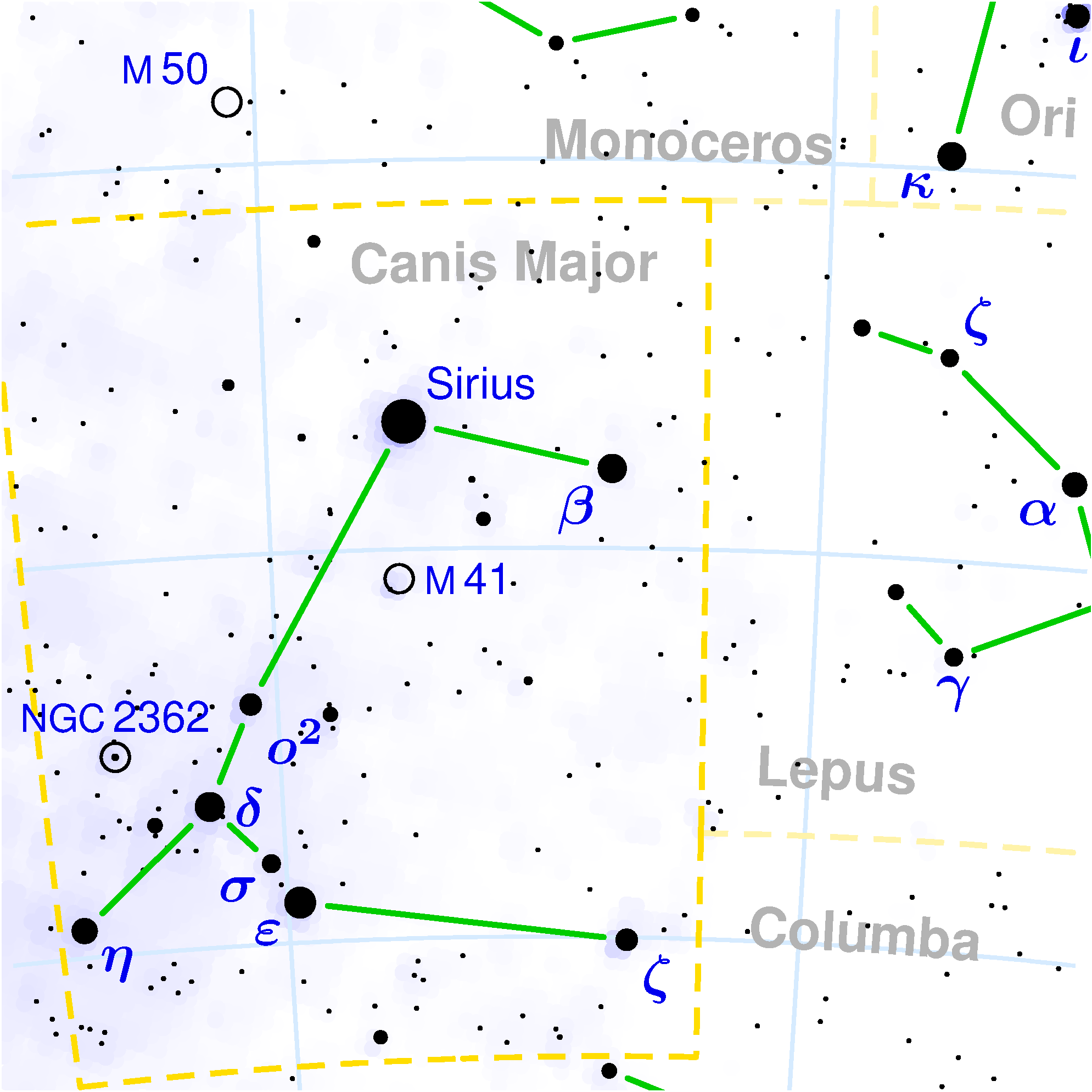
Kaart van het sterrenbeeld Grote Hond.

Grote Hond (Canis Major, afkorting CMa) is een sterrenbeeld aan de zuidelijke hemelkoepel. Het beeld ligt tussen rechte klimming 6u09m en 7u26m en tussen declinatie −11° en −33°.

## Sterren
(in volgorde van afnemende helderheid)
- Sirius (α, alpha Canis Majoris, ook wel Hondsster, de helderste ster van de avondhemel)
- Adharaz (ε, epsilon Canis Majoris)
- Wezen (δ, delta Canis Majoris)
- Murzim (β, beta Canis Majoris)
- Aludra (η, eta Canis Majoris)
- Furud (ζ, zeta Canis Majoris)
- Muliphen (γ, gamma Canis Majoris)

## Telescopisch waarneembare objecten

### New General Catalogue(NGC)
NGC 2204, NGC 2206, NGC 2207, NGC 2211, NGC 2212, NGC 2216, NGC 2217, NGC 2223, NGC 2227, NGC 2243, NGC 2263, NGC 2267, NGC 2271, NGC 2272, NGC 2280, NGC 2283, NGC 2287, NGC 2292, NGC 2293, NGC 2295, NGC 2296, NGC 2318, NGC 2325, NGC 2327, NGC 2345, NGC 2352, NGC 2354, NGC 2358, NGC 2359, NGC 2360, NGC 2361, NGC 2362, NGC 2367, NGC 2374, NGC 2380, NGC 2382, NGC 2383, NGC 2384

### Index Catalogue (IC)
IC 452, IC 453, IC 456, IC 468, IC 2163, IC 2165, IC 2171, IC 2183

## Wat is er verder te zien?
- M41 is een open sterrenhoop op een afstand van ongeveer 2.300 lichtjaar.
- NGC 2207 is een spiraalvormig sterrenstelsel op een afstand van 144 miljoen lichtjaar.
- NGC 2359 is een emissienevel op een afstand van ongeveer 15.000 lichtjaar. Dit object kreeg de bijnaam "Thor's Helmet".
- NGC 2325 is een elliptisch sterrenstelsel met een magnitude van 11.
- NGC 2362 is een open sterrenhoop waarvan de helderste ster (30 Tau Canis Majoris) de bijnaam "Mexican Jumping Star" heeft gekregen dankzij het optische verschijnsel Pulfrich-effect dat in deze sterrenhoop kan worden waargenomen.
- De dubbelster h 3945 (145 Canis Majoris) ziet er m.b.v. een telescoop uit als een replica van de contrastrijk gekleurde dubbelster Beta Cygni (Albireo). Volgens Herschel ziet het kleurcontrast van h 3945 er als volgt uit: "High Yellow, Contrasted Blue".[bron?] Deze dubbelster kreeg de bijnaam "Winter Albireo".[bron?]

## Aangrenzende sterrenbeelden
(met de wijzers van de klok mee)
- Eenhoorn (Monoceros)
- Haas (Lepus)
- Duif (Columba)
- Achtersteven (Puppis)

## Begrenzing
Van de door Eugène Delporte en de Internationale Astronomische Unie (IAU) vastgelegde begrenzingen rond de 88 erkende sterrenbeelden heeft de begrenzing rond het sterrenbeeld Grote Hond de eenvoudigste en geometrisch meest herkenbare vorm. Delporte koos voor de begrenzing bestaande uit slechts 4 zijden. Dit soort begrenzing is ook te zien rond de sterrenbeelden Kameleon, Microscoop, Schild, Sextant, Telescoop, Vliegende Vis, Zuiderkroon, Zuiderkruis en Zuidervis.

## Hondsdagen
De periode van omstreeks 20 juli tot rond 20 augustus worden de Hondsdagen genoemd. In deze periode komt het sterrenbeeld De Grote Hond ongeveer tegelijk met de zon op en is het dus 's nachts niet zichtbaar. De periode geldt als de heetste tijd van het jaar.